# Joanna Garland
Joanna Garland (Stevenage, 16 de julio de 2001) es una tenista británica-taiwanesa.

## Carrera
Garland ganó su primer título profesional en 2018, en dobles junto a Lee Hua Chen, en el W15 de Taiwán. En 2020 ganó su primer título individual en el W15 de Sharm El Sheikh.
Tuvo su debut en el WTA Tour en el Torneo de Taiwán 2018, donde perdió en primera ronda contra Lu Jingjing. En 2022 disputó el 125 de Angers, pero perdió en primera ronda contra Viktoriya Tomova. En 2023 jugó el 250 de Nottingham, donde cayó en primera ronda contra Elena-Gabriela Ruse.
En 2025 se clasificó para su primer Grand Slam en Roland Garros.